# Indé
Indé es una localidad del estado mexicano de Durango. Es cabecera del municipio de Indé.

## Demografía
| Censo | Población |
| ----- | --------- |
| 1900  | 1 243     |
| 1910  | 1 581     |
| 1921  | 851       |
| 1930  | 1 318     |
| 1940  | 1 482     |
| 1950  | 1 278     |
| 1960  | 1 634     |
| 1970  | 1 032     |
| 1980  | 971       |
| 1990  | 851       |
| 1995  | 699       |
| 2000  | 603       |
| 2005  | 564       |
| 2010  | 659       |
| 2020  | 571       |